# 羊蝎子
羊蝎子，常误称为羊羯子，是指羊从颈尖到尾尖的的脊椎骨，其上附有里脊肉，可用于剁开炖汤，自1990年代中期以来流行于北京。从横切面上看去，羊龙骨成“丫”字状，下面还有一个小的分叉，就是蝎子张扬的形状，因而得名。多用于火锅食材或底料食用。